# Маунт-Вернон (Огайо)
Маунт-Вернон (англ. Mount Vernon) — місто (англ. city) в США, в окрузі Нокс штату Огайо. Населення — 16 956 осіб (2020).

## Географія
Маунт-Вернон розташований за координатами 40°23′7″ пн. ш. 82°28′28″ зх. д. / 40.38528° пн. ш. 82.47444° зх. д. (40.385180, -82.474562).  За даними Бюро перепису населення США в 2010 році місто мало площу 24,85 км², з яких 24,37 км² — суходіл та 0,48 км² — водойми.

## Демографія
Згідно з переписом 2010 року, у місті мешкало 16 990 осіб у 7110 домогосподарствах у складі 4016 родин. Густота населення становила 684 особи/км².  Було 7836 помешкань (315/км²).
Расовий склад населення:
| - 95,3 % — білих - 1,1 % — чорних або афроамериканців - 1,1 % — азіатів - 0,2 % — корінних американців |

До двох чи більше рас належало 1,5 %. Частка іспаномовних становила 1,8 % від усіх жителів.
За віковим діапазоном населення розподілялося таким чином: 21,8 % — особи молодші 18 років, 60,9 % — особи у віці 18—64 років, 17,3 % — особи у віці 65 років та старші. Медіана віку мешканця становила 37,2 року. На 100 осіб жіночої статі у місті припадало 86,9 чоловіків;  на 100 жінок у віці від 18 років та старших — 82,7 чоловіків також старших 18 років.
Середній дохід на одне домашнє господарство  становив 47 163 долари США (медіана — 36 470), а середній дохід на одну сім'ю — 58 191 долар (медіана — 47 648). Медіана доходів становила 37 470 доларів для чоловіків та 27 681 долар для жінок. За межею бідності перебувало 21,2 % осіб, у тому числі 34,2 % дітей у віці до 18 років та 10,1 % осіб у віці 65 років та старших.
Цивільне працевлаштоване населення становило 7135 осіб. Основні галузі зайнятості: освіта, охорона здоров'я та соціальна допомога — 31,5 %, виробництво — 19,8 %, мистецтво, розваги та відпочинок — 12,3 %, роздрібна торгівля — 7,9 %.